# Padma Lakshmi
Padma Lakshmi, all'anagrafe Padma Parvati Lakshmi Valdynathan (Madras, 1º settembre 1970), è un'ex modella, attrice e conduttrice televisiva indiana naturalizzata statunitense. Alle sue principali attività si aggiungono inoltre quelle di produttrice televisiva, scrittrice, filantropa e attivista.
È particolarmente nota per la sua attività di conduttrice televisiva in programmi di cucina quali Top Chef su Bravo fin dal 2006, programma per il quale ha ricevuto numerose candidature ai Primetime Emmy Awards, tra cui come miglior ospite di reality nel 2009 e dal 2020 fino al 2022 e vincendo nel 2020 tre Critic's Choice Awards. Dal 2020 conduce inoltre Taste the Nation with Padma Lakshmi su Hulu, con cui esplora la cultura culinaria degli immigrati e delle comunità indigene dell'America. Taste the Nation: Holiday Edition ha vinto inoltre un James Beard Foundation Award nella categoria Visual Media - Long Form.
Padma Lakshmi è inoltre autrice di libri. Ha infatti pubblicato due libri di ricette, Easy Exotic and Tangy, Tart, Hot & Sweet; un'enciclopedia, The Encyclopedia of Spices & Herbs: An Essential Guide to the Flavors of the World; un libro di memorie, Love, Loss, and What We Ate; un libro per bambini illustrato da Juana Martinez-Neal, Tomatoes for Neela, e ha curato un libro come ospite assieme a Jason Wilson, The Best American Travel Writing 2021.

## Biografia

### Primi anni
Padma Parvati Lakshmi nasce a Madras (ora Chennai), in India, in una famiglia di bramini Tamil. La madre Vijaya è una ex infermiera di oncologia. I genitori divorziano quando Padma ha soltanto due anni.
Padme immigra con la famiglia negli Stati Uniti all'età di quattro anni e cresce a New York, prima di spostarsi a La Puente, in California con la madre e il patrigno. Durante l'adolescenza vive a Los Angeles, dove viene fatta oggetto di bullismo razzista anti-indiano, cosa che la costringerà a confrontarsi con il disprezzo maturato verso di sé. Nel 1984, all'età di 14 anni, viene ospedalizzata per tre mesi, poiché le viene diagnosticata la sindrome di Stevens-Johnson, una rara malattia dovuta a ipersensibilità a un'infezione o una reazione potenzialmente fatale a determinati tipi di farmaci. Due giorni dopo essere uscita dall'ospedale, viene ferita in un incidente automobilistico a Malibù, California, che le causa una frattura all'anca destra e al braccio destro. Le ferite riportate al braccio destro richiedono un intervento chirurgico che le lascerà una cicatrice di 18 cm tra il gomito e la spalla.
In un saggio per The New York Times del 2018, Padme Lakshmi rivela di essere stata violentata quando aveva 16 anni dal fidanzato, che all'epoca era più grande di lei, cosa che lei non ha voluto denunciare. Tale decisione è stata il risultato di un'aggressione da parte di un parente del suo patrigno quando aveva sette anni. Dopo aver raccontato alla madre e al patrigno dell'aggressione, loro l'hanno mandata a vivere con i nonni per un anno. A tale proposito, scrive: «La lezione è stata: se parli, verrai allontanata.». Ha inoltre scritto: «Ne parlo soltanto ora perché voglio che tutte noi lottiamo perché le nostre figlie non conoscano mai questa paura e questa vergogna e perché i nostri figli imparino che il corpo delle loro ragazze non esiste solo per il loro piacere e che questo tipo di abusi comporta gravi conseguenze.».
Nel 1988 Padma Lakshmi si diploma alla William Workman High School di City of Industry, California. Frequenta poi l'Università Clark di Worcester, in Massachusetts, dove si laurea in arti teatrali e letteratura americana nel 1992.

### Anni 1990

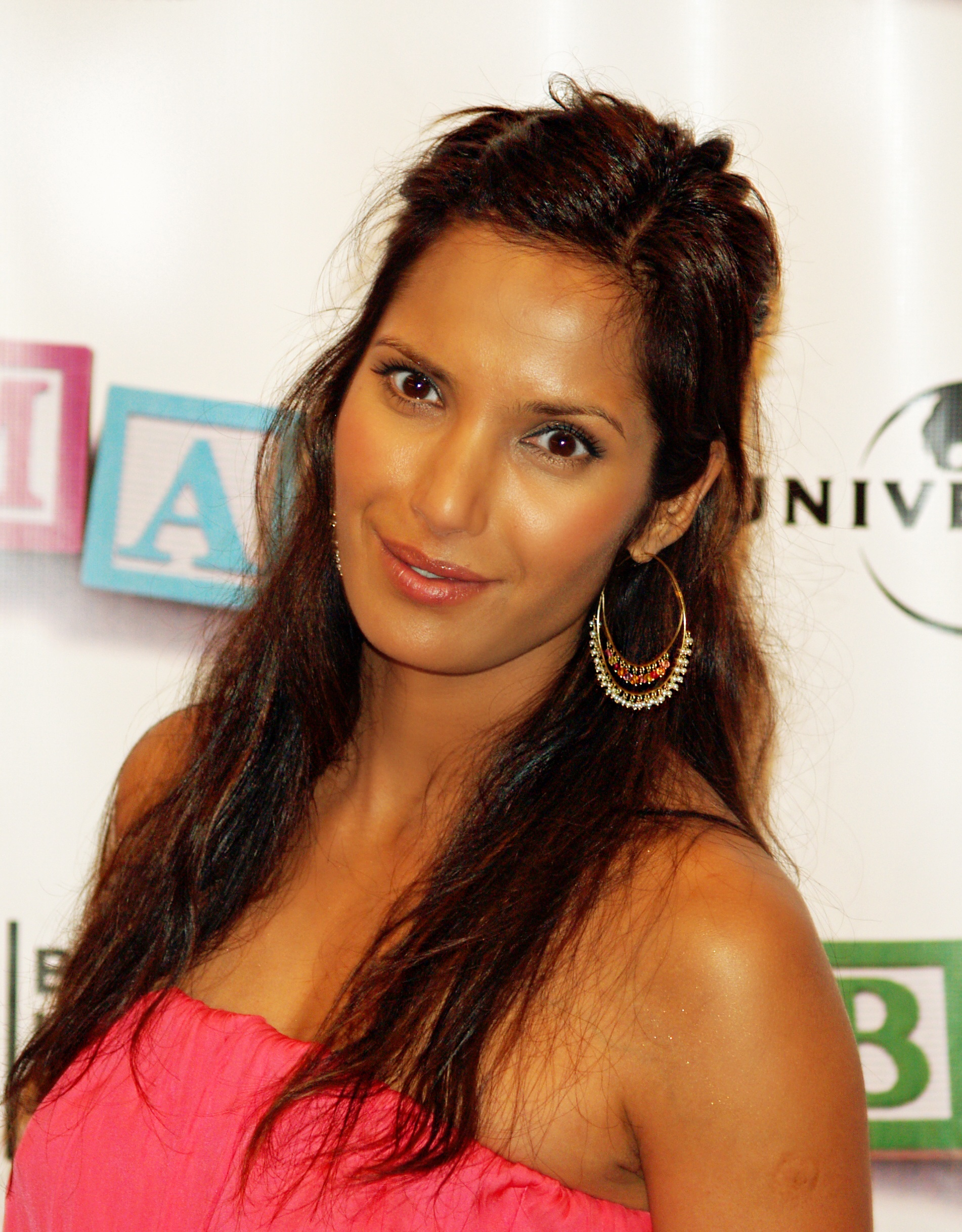
Padma Lakshmi nel 2008 al Tribeca Film Festival

Padma Lakshmi inizia la propria carriera come modella all'età di 21 anni, quando viene scoperta da un'agente di moda mentre sta studiando a Madrid. A tal proposito ha dichiarato: «Sono stata la prima modella indiana ad avere una carriera a Parigi, Milano e New York. Sono la prima ad ammettere che questa era una novità.» Questo lavoro e quello di attrice, le ha permesso di ripagare i prestiti ottenuti per studiare al college.
Come modella sfilerà per Emanuel Ungaro, Giorgio Armani, Gianni Versace, Ralph Lauren e Alberta Ferretti, prendendo parte a campagne pubblicitarie per Roberto Cavalli e Versus. Apparirà inoltre sulle copertine di Redbook, l'edizione indiana di Vogue, FHM, Cosmopolitan, L'Officiel India, Asian Woman, Elle, Avenue, Industry Magazine, l'edizione indiana di Marie Claire, Harper's Bazaar, Town & Country e Newsweek.
È stata anche una delle modelle preferite del celebre fotografo Helmut Newton, le cui fotografie mettevano spesso in risalto la grande cicatrice sul braccio destro della modella. Ha posato inoltre anche per il fotografo Mario Testino.
Dopo aver preso parte al documentario sul mondo della moda diretto da Douglas Keeve, Sbottonate (Unzipped), distribuito nel 1995, nel 1997 è ospite del talk show domenicale italiano Domenica in. Nel 1998 esordisce come attrice nell'episodio della seconda stagione della serie televisiva italiana Linda e il brigadiere, Il fratello di Linda, dove interpreta il ruolo minore di una donna indiana. Nel 1998 prende parte alla miniserie televisiva diretta da Sergio Sollima Il figlio di Sandokan, girata a Balapitiya, in Sri Lanka, e sequel del precedente lavoro sull'eroe malese uscito dalla penna di Emilio Salgari, sempre diretto da Sollima, il film La tigre è ancora viva: Sandokan alla riscossa!, a sua volta seguito del celeberrimo sceneggiato televisivo del 1976, ancora una volta opera di Sollima, Sandokan. Ma la miniserie, in cui interpreta il personaggio coprotagonista della principessa Shanti, prevista in onda su Rai Uno, non viene mai trasmessa a causa di una serie di controversie legali.
Nel 1999 prende parte a tre episodi della miniserie televisiva diretta da Lamberto Bava Caraibi, trasmessa da Canale 5, dal 2 al 23 gennaio 1999. Nella miniserie, interpreta Malinche, amante del protagonista Ferrante Albrizzi (Nicholas Rogers), divenuto pirata nei Caraibi con il nome di Malasorte. Lo stesso anno l'attrice pubblica il suo primo libro di ricette, Easy Exotic. A Model's Low-Fat Recipes from Around the World, per la Miramax Books di New York. Si tratta di una raccolta di ricette internazionali e brevi saggi, che viene premiata come miglior primo libro al Gourmand World Cookbook Awards, tenutosi a Versailles nello stesso 1999.

### Anni 2000
Nel 2001 conduce la serie Padma's Passport: My Mother's Kitchen su Food Network, parte della serie Melting Pot, dove prepara ricette culinarie provenienti dalle tradizioni gastronomiche di tutto il mondo. Quello stesso anno conduce anche due speciali televisivi di un'ora ciascuno girati nel Sud dell'India e in Spagna per la serie televisiva di turismo culinario Planet Food, trasmesso su Food Network negli USA e su Discovery a livello internazionale. Nello stesso anno è anche al cinema nel film Glitter interpretato da Mariah Carey, in cui Padma ha il ruolo di coprotagonista, interpretando la cantante disco in lip-synch Sylk.
Nel 2002 Padma Lakshmi appare come guest star nella parte della principessa Kriosiana Kaitaama nell'episodio Un carico prezioso (Precious Cargo, 2002) della seconda stagione di Star Trek: Enterprise, quinta serie live action del franchise di fantascienza Star Trek. Kaitaama è la futura monarca di Krios che viene rapita dai Retelliani, che ne uccidono le guardie, mettendola poi in stasi. Quando la capsula inizia a funzionare male, chiedono aiuto all'Enterprise NX-01, che manda a bordo della nave l'ingegnere capo Trip Tucker (Connor Trinneer), che presto scopre l'inganno e viene a sua volta rapito, ma riesce a fuggire con Kaitama a bordo di una capsula di salvataggio, che atterra su un pianeta disabitato. Sul pianeta, i due intrecciano una relazione, ma vengono presto soccorsi e Kaitaama fa ritorno al suo pianeta dove verrà incoronata il 16 maggio 2153.
Nel 2003 interprete il film di Bollywood, Boom, al fianco di Katrina Kaif e Madhu Sapre, nella parte di una delle tre supermodelle accusate di aver rubato dei diamanti. Nel 2005 è nel ruolo di Geeta nel film di Paul Mayeda Berges La maga delle spezie (The Mistress of Spices), basato sull'omonimo romanzo di Chitra Banerjee Divakaruni. Nel 2006 interpreta Madhuvanthi nel film per la televisione Sharpe's Challenge. Nello stesso anno, appare anche nella serie televisiva della ABC a tema biblico The Ten Commandments, in cui impersona la principessa Bithia.
Il 2 ottobre del 2007 Padma Lakshmi pubblica il suo secondo libro di ricette per la Hachette, Tangy Tart Hot & Sweet. A World of Recipes for Every Day, titolo che verrà ristampato nel marzo 2021 venendo eletto miglior libro da Apple Books nello stesso anno.
Nel 2009, la Lakshmi interpreta il videoclip della canzone That Look You Give That Guy per il gruppo musicale Eels. Nello stesso anno posa nuda per il numero di maggio di Allure. Ancora nel 2009 appare come guest star nell'episodio I risolvi problemi (The Problem Solvers) della quarta stagione della serie televisiva nella NBC 30 Rock.

### Anni 2010

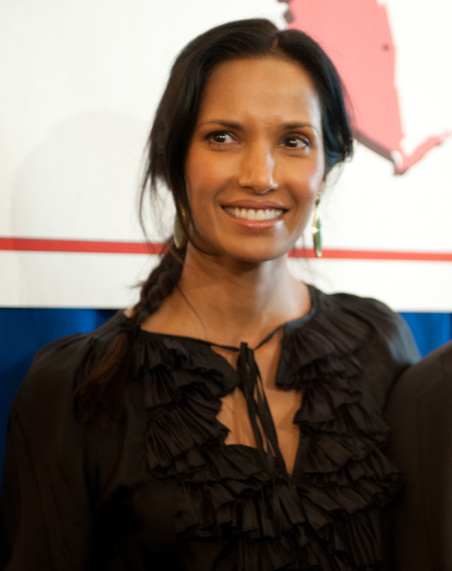
Padma Lakshmi nel 2013

A partire dal 2010 è una dei conduttori e dei giudici del programma televisivo Top Chef, cui prende parte a tutte le stagioni fino al 2022. La trasmissione televisiva viene candidata a numerosi Primetime Emmy Award, dalla seconda alla diciannovesima stagione, aggiudicandosi un premio nel 2010, come miglior reality competitivo per la sesta edizione edizione del programma. La Lakshmi è inoltre una dei produttori esecutivi del programma e viene candidata ella stessa a un Primetime Emmy Award in qualità di miglior conduttrice di un reality o di un reality competitivo nell'edizione del premio del 2009 e da quella del 2020, fino all'edizione del 2022.
Nel 2014 compare nel ruolo di sé stessa nell'episodio Nuovi legami (A Bridge Not Quite Far Enough), della sesta stagione della serie televisiva Royal Pains.
Dal 2015 al 2016 Padma Lakshmi è co-conduttrice, ospite e autrice in undici episodi della diciannovesima stagione del talk-show The View. Come concorrente in un game show di celebrità, gareggia e vince contro il produttore musicale Randy Jackson, in un episodio della trasmissione Drop the Mic dell'emittente TBS, trasmessa il 26 dicembre 2017.
L'8 marzo 2016, in occasione della giornata internazionale della donna, esce il terzo libro di Padma Lakshmi per la Ecco, una sussidiaria di HarperCollins, l'autobiografia Love, Loss, and What We Ate. A Memoir. Il libro successivo, un'enciclopedia e guida su erbe e spezie, esce il 4 ottobre successivo, sempre per la Ecco, The Encyclopedia of Spices and Herbs. An Essential Guide to the Flavors of the World.

### Anni 2020
Nel 2020, Padme Lakshmi vince tre Critic's Choice Award per la trasmissione Top Chef. Nello stesso è conduttrice, ideatrice e produttrice esecutiva del programma Taste the Nation with Padma Lakshmi, in onda su Hulu a partire dal 18 giugno, che le fa vincere un Gotham Award in qualità di miglior serie rivelazione - formato breve e un Critic's Choice Award in qualità di miglior spettacolo culinario, ricevendo inoltre il 100% di gradimento sull'agregatore Rotten Tomatoes. Nel 2021 Hulu realizza uno speciale in 4 episodi della trasmissione intitolato Taste the Nation: Holiday Edition. In Taste the Nation la conduttrice espande e ridefinisce collettivamente il significato del cibo americano. Nel giugno del 2022, Padme Laksmi riceve il suo primo James Beard Foundation Award per il programma Taste the Nation: Holiday Edition.
Nel 2021 compare in See Us Coming Together: A Sesame Street Special, speciale televisivo di 20 minuti che celebra la ricca diversità delle comunità asiatiche e delle isole del Pacifico, come parte dell'iniziativa di giustizia raziale del Sesame Workshop, iniziativa legata alla celebre trasmissione di pupazzi animati creati da Jim Henson Sesame Street. Il 31 agosto dello stesso anno esce anche il primo libro per bambini scritto dalla Lakshmi, Tomatoes for Neela, illustrato da Juana Martinez-Neal e che debutta al quarto posto della list di best seller del New York Times. Sempre nel 2021 Padma Lakshmi contribuisce in qualità di curatrice ospite alla guida The Best American Travel Writing 2021, una raccolta di saggi di rinomati scrittori di viaggi.
La Lakshmi ha inoltre scritto una colonna sul New York Times e articoli per la versione statunitense di Vogue, su richiesta dell'editrice Anna Wintour. Ha scritto inoltre una colonna anche per l'edizione britannica e statunitense di Harper's Bazaar, su commissione dell'editrice Glenda Bailey.

## Vita privata
Nell'aprile 2004, dopo una convivenza durata cinque anni, Padma Lakshmi ha sposato lo scrittore Salman Rushdie. Rushdie ha dichiarato che Padma Lakshmi ha chiesto il divorzio nel gennaio 2007 e, nel luglio dello stesso anno, la coppia ha depositato la sentenza di divorzio.
Il 22 febbraio 2010 Padma Lakshmi ha dato alla luce la figlia Krishna, avuta da una relazione con l'imprenditore Adam Dell, che, in seguito, seppure si siano presto separati e la Lakshmi abbia avuto altre relazioni, hanno continuato a frequentarsi. Successivamente ha avuto una relazione con il milionario Theodore J. Forstmann, che pretendeva di crescere la figlia Krishna come propria. Nel 2021 ha intrapreso una nuova relazione con il poeta Terrance Hayes.
Padma Lakshmi parla quattro lingue: il Tamil, lo Hindi, l'Inglese e l'Italiano.

## Attivismo
All'età di 36 anni a Padme Lakshmi è stata diagnosticata l'endometriosi, che ha fin dall'adolescenza. Questo l'ha portata a fondare, assieme ad altre persone, la Endometriosis Foundation of America, un'organizzazione noprofit che ha lo scopo di aumentare la consapevolezza, l'istruzione, la ricerca e la difesa legislativa contro la malattia. La fondazione è stata determinante per l'apertura del Center for Gynepathology Research del Massachusetts Institute of Technology, nel 2009, dove la Lakshmi ha tenuto il discorso d'apertura.
La Lakshmi è inoltre ambasciatrice globale di Keep a Child Alive e dal 2007 ha viaggiato per conto dell'organizzazione in varie località dell'India. È una accesa sostenitrice dei diritti dei migranti, dei ristoranti indipendenti e dei diritti delle donne. È inoltre ambasciatrice della American Civil Liberties Union (ACLU) per l'immigrazione e i diritti delle donne. Ha inoltre criticato la commercializzazione da parte di Unilever e Johnson & Johnson delle creme schiarenti per la pelle destinate alle persone di colore e si è espressa nei confronti della discriminazione razziale basata sul colore della pelle, che ha personalmente sperimentato durante la sua vita sia in India che negli Stati Uniti.
Il 7 marzo 2019 Padma Lakshmi è stata nominata "Ambasciatrice di buona volontà" dal Programma delle Nazioni Unite per lo sviluppo (UNDP). "La mia missione principale come Ambasciatore di buona volontà dell'UNDP è di puntare i riflettori sul fatto che la disuguaglianza può colpire allo stesso modo tanto le persone nei paesi ricchi quanto quelle nei paesi poveri. Molte nazioni hanno ridotto notevolmente la povertà, ma la disuguaglianza si è dimostrata più ostinata", ha affermato la Lakshmi. "La disuguaglianza è ulteriormente aggravata dal genere, dall'età, dall'etnia e dalla razza. Colpisce in particolare le donne, le minoranze e altri che affrontano discriminazioni inimmaginabili nelle società in cui vivono". Il 21 dicembre dello stesso anno ha ricevuto il premio Advocate of the Year Award da parte dell'Associazione dei corrispondenti delle Nazioni Unite (UNCA). Nell'ottobre 2022, la Lakshmi è stata premiata alla 20ᵃ edizione del concerto di beneficenza Sing Out For Freedom dell'American Civil Liberties Union (ACLU) e New York Civil Liberties Union (NYCLU), assieme a Patti Smith e Shaina Taub.

## Filmografia

### Attrice

#### Cinema
- Sbottonate (Unzipped), regia di Douglas Keeve - documentario (1995)
- Glitter, regia di Vondie Curtis-Hall (2001)
- Boom, regia di Kaizad Gustad (2003)
- La maga delle spezie (The Mistress of Spices), regia di Paul Mayeda Berges (2005)
- American Mirror: Intimations of Immortality, regia di Arthur Balder (2018)

#### Televisione
- Linda e il brigadiere - serie TV, episodio 2x01 (1998)
- Il figlio di Sandokan, regia di Sergio Sollima - miniserie TV (1998)
- Caraibi, regia di Lamberto Bava - miniserie TV, episodi 1x02-1x03-1x04 (1999)
- Star Trek: Enterprise - serie TV, episodio 2x11 (2002)
- The Ten Commandments, regia di Robert Dornhelm e Geoffrey Madeja - miniserie TV, episodi 1x01-1x02 (2006)
- Sharpe - serie TV, episodi 6x01-6x02 (2006)
- 30 Rock - serie TV, episodio 4x05 (2009)
- Royal Pains - serie TV, episodio 6x03 (2014)
- Life in Pieces - serie TV, episodio 3x05 (2017)
- Waffles + Mochi's Restaurant - serie TV, episodio 1x06 (2022)

#### Videoclip
- Eels That Look You Give That Guy (2009)

### Doppiatrice

#### Televisione
- I Griffin (Family Guy) - serie animata, episodio 11x16 (2013)
- Who is? - serie TV (2017)

#### Videogiochi
- Artifact (2018) - Lady Anshu

## Programmi televisivi (parziale)
- Domenica in - talk show (1997)
- Padma's Passport: My Mother's Kitchen - programma di cucina (Food Network, 2001) - conduttrice
- Planet Food - programma di cucina (Discovery Channel, 2001) - conduttrice
- Padma Lakshmi and Dial Join Forces for Charity - speciale TV (2010) - conduttrice
- Top Chef - reality, 232 episodi (2010-2022) - conduttrice, giudice, ospite, produttrice
- The View - talk-show (2015-2016) - co-conduttrice, ospite, autrice
- When I Was 17, docu-reality (2017)
- Taste the Nation with Padma Lakshmi - reality, 14 episodi (2020) - conduttrice, produttrice
- Good Morning America - talk show (2020-2021) - ospite
- The Drew Barrymore Show - talk show (2021) - ospite
- Taste the Nation: Holiday Edition - reality (2021) - conduttrice, produttrice

## Libri

### Saggistica
- (EN) Padma Lakshmi, Easy Exotic. A Model's Low-Fat Recipes from Around the World, New York, Miramax Books, 1999, ISBN 978-0-78-686459-1.
- (EN) Padma Lakshmi, Tangy Tart Hot & Sweet. A World of Recipes for Every Day, New York, Hachette Books, 2007, ISBN 978-1-60-286006-3.
- (EN) Padma Lakshmi, Love, Loss, and What We Ate. A Memoir, New York, Ecco, 2013, ISBN 978-0-06-220261-1.
- (EN) Padma Lakshmi, The Encyclopedia of Spices & Herbs. An Essential Guide to the Flavor of the World, New York, Ecco, 2016, ISBN 978-0-06-237523-0.
- (EN) Padma Lakshmi, Tomatoes for Neela, illustrazioni di Juana Martinez-Neal, New York, Viking Books for Young Readers, 2021, ISBN 978-0-59-320270-8.
- (EN) Jason Wilson e Padma Lakshmi (a cura di), The Best American Travel Writing, Boston, Mariner Books, 2021, ISBN 978-0-35-836131-2.
- (EN) Padma Lakshmi, Padma's All-American, eBook, New York, Ecco, 2021, ISBN 978-0-06-300148-0.

### Contributi
- (EN) America Ferrera (a cura di), American Like Me: Reflections on Life Between Cultures, Simon & Schuster, 2018, ISBN 9781471180088.
- (EN) Meg Bowles, Catherine Burns, Jenifer Hixson, Sarah Austin Jenness e Kate Tellers, How to Tell a Story: The Essential Guide to Memorable Storytelling from The Moth, Padma Lakshmi (prefazione), New York, Crown Publishing Group, 2022, ISBN 0593139003.

## Riconoscimenti (parziale)
- Associazione dei corrispondenti delle Nazioni Unite
  - 2019 - Advocate of the Year Award[73]
- Critics' Choice Real TV Awards
  - 2021 - Candidatura come miglior conduttrice per Taste the Nation with Padma Lakshmi[46]
  - 2021 - Candidatura come star femminile dell'anno per Taste the Nation with Padma Lakshmi[46]
  - 2022 - Miglior conduttrice per Top Chef[43]
  - 2022 - Candidatura come star femminile dell'anno per Top Chef[43]
- Gotham Independent Film Awards
  - 2020 - Miglior serie rivelazione - formato breve per Taste the Nation with Padma Lakshmi[45]
- James Beard Foundation Award
  - 2008 - Candidatura al miglior spettacolo televisivo di cibo, nazionale e locale per Top Chef[75]
  - 2008 - Miglior speciale televisivo sul cibo per Top Chef Holiday Special[75]
  - 2011 - Miglior programma in studio o località fissa per Top Chef[75]
  - 2022 - Miglior supporto visivo - forma lunga per Taste the Nation: Holiday Edition.[3][76]
- Primetime Emmy Awards
  - 2007 - Candidatura al miglior reality competitivo per Top Chef (condiviso con altri)
  - 2009 - Candidatura al miglior conduttore di un reality o di un reality competitivo per Top Chef (condiviso con Tom Colicchio)
  - 2014 - Candidatura al miglior reality competitivo per Top Chef (condiviso con altri)
  - 2015 - Candidatura al miglior reality competitivo per Top Chef (condiviso con altri)
  - 2016 - Candidatura al miglior reality competitivo per Top Chef (condiviso con altri)
  - 2017 - Candidatura al miglior reality competitivo per Top Chef (condiviso con altri)
  - 2018 - Candidatura al miglior reality competitivo per Top Chef (condiviso con altri)
  - 2019 - Candidatura al miglior reality competitivo per Top Chef (condiviso con altri)
  - 2020 - Candidatura al miglior conduttore di un reality o di un reality competitivo per Top Chef (condiviso con Tom Colicchio)
  - 2020 - Candidatura al miglior reality competitivo per Top Chef (condiviso con altri)
  - 2021 - Candidatura al miglior conduttore di un reality o di un reality competitivo per Top Chef (condiviso con Tom Colicchio e Gail Simmons)
  - 2021 - Candidatura al miglior reality competitivo per Top Chef (condiviso con altri)
  - 2022 - Candidatura al miglior conduttore di un reality o di un reality competitivo per Top Chef
  - 2022 - Candidatura al miglior reality competitivo per Top Chef (condiviso con altri)
- Sing Out For Freedom
  - 2022 - Sing Out For Freedom[74]

## Doppiatrici italiane
Nelle versioni in italiano delle opere in cui ha recitato, Padma Lakshmi è stata doppiata da: 
- Irene Di Valmo in La maga delle spezie
- Giuppy Izzo in 30 Rock
- Stella Musy in Caraibi